# Darmudapu (Ort)
Darmudapu ist ein osttimoresischer Ort in der Gemeinde Liquiçá. Er liegt südlich des Zusammenflusses von Hatunapa und Nunupupolo zum Carbutaeloa zwischen den beiden Flüssen am Fuß eines Bergrückens, der sich nach Süden hin erhebt. Eine Furt führt eine Straße hier über den Nunupupolo zum Ort Caimegohou. Nach Süden führt die einfache Straße auf den Bergrücken zur nächsten Siedlung der Aldeia. Hier befindet sich das Zentrum der Aldeia Darmudapu (Suco Maumeta, Verwaltungsamt Bazartete).